# WIB-Schaukel
Die WIB-Schaukel war eine Fernsehsendung, welche von 2001 bis 2004 von Wigald Boning moderiert wurde. In ihr wurden Prominente einen Tag lang – zumeist an ihrem jeweiligen Heimatort – begleitet. Mit viel Witz und Intelligenz verstand es Boning, den Prominenten oft überraschende Informationen zu entlocken.
Die Sendung lief zunächst im Rahmen von Suntv, welches auf vielen regionalen Sendern der Kirch-Gruppe ausgestrahlt wurde. Nach dem Zusammenbruch von KirchMedia kaufte das ZDF die Rechte am Format und begann mit der Ausstrahlung von alten und neuen Folgen im September 2002. Der Titel der Sendung war an den der ZDF-Prominenten-Sendung V.I.P.-Schaukel (mit Margret Dünser) aus den 1970er Jahren angelehnt.
Titelsong der Sendung war „It’s Oh so Quiet“ von der Sängerin Björk.

## Liste der Sendungen
Wigald Boning trifft …
- Gunter Gabriel, Datum unbekannt
- Peter Bond, Datum unbekannt
- Percy Hoven, Datum unbekannt
- Jürgen Milski, Datum unbekannt
- Martin Semmelrogge, Datum unbekannt
- Anouschka Renzi, Datum unbekannt
- Jörg Draeger, Datum unbekannt
- Wolfgang Fierek, Datum unbekannt
- Heidi Kabel, Datum unbekannt
- Ariane Sommer, Datum unbekannt
- Drafi Deutscher, Datum unbekannt
- Steven Gätjen, Datum unbekannt
- Anja Kruse, Datum unbekannt
- HA Schult, Datum unbekannt
- Thomas Anders, Datum unbekannt
- Johann Lafer, Datum unbekannt
- Frank Zander, Datum unbekannt
- Roland Kaiser, Datum unbekannt
- Katja Ebstein, Datum unbekannt
- Cleo Kretschmer, Datum unbekannt
- Klaus Doldinger, Datum unbekannt
- Uschi Disl, Datum unbekannt
- Dolly Buster, 2001
- Niels Ruf, 2001
- Ralph Siegel, 2001
- Rainer Langhans, 21. Mai 2001
- Axel Schulz, 13. September 2002
- Susan Stahnke, 20. September 2002
- Anke Engelke, 27. September 2002
- Roberto Blanco, 4. Oktober 2002
- Nadja Abd el Farrag, 18. Oktober 2002
- Gotthilf Fischer, 26. Oktober 2002
- Patrick Lindner, 1. November 2002
- Ingrid Steeger, 8. November 2002
- Uwe Hübner, 15. November 2002
- Enie van de Meiklokjes, 22. November 2002
- Hellmuth Karasek, 6. Dezember 2002
- Rolf Eden, 25. Januar 2003
- Sonya Kraus, 16. März 2003
- Thomas D, 6. April 2003
- Hans Meiser, 13. April 2003
- Guildo Horn, 26. April 2003
- Oliver Welke, 24. Mai 2003
- Vera Int-Veen, 17. Mai 2003
- Kim Fisher, 31. Mai 2003
- Hella von Sinnen, 7. Juni 2003
- Walter Momper, 14. Juni 2003
- Jürgen Drews auf Mallorca, 28. Juni 2003 (2004 später mit dem Adolf-Grimme-Preis ausgezeichnet)
- Christian Anders, 12. September 2003
- Marusha, 10. Oktober 2003
- Sepp Maier, 17. Oktober 2003
- Jasmin Wagner, 31. Oktober 2003
- Erika Berger, 14. November 2003
- René Kollo, 21. November 2003
- René Weller, 28. November 2003
- Angelika Milster, 5. Dezember 2003
- Elke Sommer, 19. Dezember 2003
- Thomas Ohrner, 9. Januar 2004
- Egon Wellenbrink, 16. Januar 2004
- Andreas Elsholz, 17. Januar 2004
- Stefan Raab, 30. Januar 2004

## Auszeichnungen
Boning erhielt 2004, kurz nach der Einstellung der Sendereihe, für die Sendung vom 28. Juni 2003 mit Jürgen Drews den Adolf-Grimme-Preis.